# Mohammad Beheshti
 (décembre 2019).
Si vous disposez d'ouvrages ou d'articles de référence ou si vous connaissez des sites web de qualité traitant du thème abordé ici, merci de compléter l'article en donnant les références utiles à sa vérifiabilité et en les liant à la section « Notes et références ».
Seyyed Mohammad Hosseini Beheshti (en persan : محمد حسینی بهشتی), né le 24 octobre 1928 à Ispahan et mort le 28 juin 1981 à Téhéran, est un juriste, philosophe, religieux et homme politique iranien. Il est considéré comme le deuxième personnage de la hiérarchie politique iranienne après la révolution, comme le principal architecte de la constitution post-révolutionnaire, ainsi que de la structure administrative de la République islamique.

## Biographie

### Famille
Mohammad Beheshti est né en 1928 de l'union entre Fazlollah Beheshti et Masoumeh Beygom Khatoun Abadi.
Son père était l'un des membres du clergé d'Ispahan et chef de prière de la mosquée de Lomban. Son grand-père maternel, Haj Mir Mohammad Sadiq Modarres Khatunabadi, était l'un des principaux responsables du droit divin .
Beheshti a eu quatre enfants : Ali-Reza Beheshti, Mohammad-Reza Beheshti, Molok Soltan Beheshti et Mahbobe Soltan Beheshti, son unique fille.

### Études
À l'âge de quatre ans, il entre à l'école primaire traditionnelle. Il est si doué qu'il apprit à réciter le Coran, à lire et à écrire en très peu de temps. Après avoir passé l'examen d'entrée, il tente de devenir élève de sixième année à l'école primaire mais, n'étant pas en âge d'étudier à ce niveau, il est inscrit en quatrième année. Néanmoins, il participe aux examens finaux et obtint le deuxième meilleur titre d'étudiant. Voulant terminer ses études, il entre au lycée.
Puis, il étudie à l'université de Téhéran et fréquente Allameh Tabatabaei à Qom.
Entre 1965 et 1970, il dirige le Centre islamique de Hambourg où il était responsable du leadership spirituel d'étudiants iraniens religieux en Allemagne et en Europe occidentale

### Activités
Mohammad Beheshti a exercé la fonction de secrétaire général du parti de la République islamique et a aussi dirigé le système judiciaire iranien. Il a en outre exercé les fonctions de président du Conseil de la révolution islamique et de l'Assemblée des experts.
Beheshti a obtenu son doctorat en philosophie, et parlait couramment l'anglais, l'allemand et l'arabe.
Après la Révolution iranienne, il devint un des membres du Conseil de la révolution d'Iran et bientôt devient son président. Dans le premier parlement post-révolution, il dirige le parti républicain islamique avec Ali Akbar Hashemi Rafsanjani. Il prévoyait de se présenter à la première élection présidentielle, mais il se retira après que l'ayatollah Khomeini dit à Rafsandjani et à Khamenei qu'il préférait que des non-religieux soient présidents, ce qui mena au soutien par le parti républicain islamique d'abord de Jalaleddin Farsi, puis inévitablement d'Abolhassan Banisadr.

### Assassinat
Beheshti est mort lors de l'attentat à la bombe de Hafte Tir, le 28 juin 1981, lors de l'explosion d'une bombe lors d'une conférence. La République islamique a d'abord affirmé que la bombe avait été posée par le parti Tudeh, puis par l'Organisation des Moudjahiddines du peuple iranien. Selon la version officielle, l'assassin était Mohammad Reza Kolahi, un agent de cette organisation de résistance au régime iranien. Outre celle de Beheshti, la mort de nombreux religieux, ministres et responsables politiques iraniens est à déplorer. On compte soixante-treize victimes en tout, elles faisaient toutes partie du Parti républicain islamique.

## Publications
Certaines de ses œuvres ont été traduites en arabe.
- Al Ghavaed Va Al Feghhiyat
- Économie islamique
- Juste et faute
- Pèlerinage dans le Coran
- Unité dans le Coran
- Le problème de la propriété
- Dieu du point de vue du Coran
- Lois bancaires t financières en Islam.